# Lepanthes ionoptera
Lepanthes ionoptera är en orkidéart som beskrevs av Heinrich Gustav Reichenbach. Lepanthes ionoptera ingår i släktet Lepanthes och familjen orkidéer. Inga underarter finns listade i Catalogue of Life.